# Dode Zeekanaal

Vermindering van het oppervlak van de Dode Zee

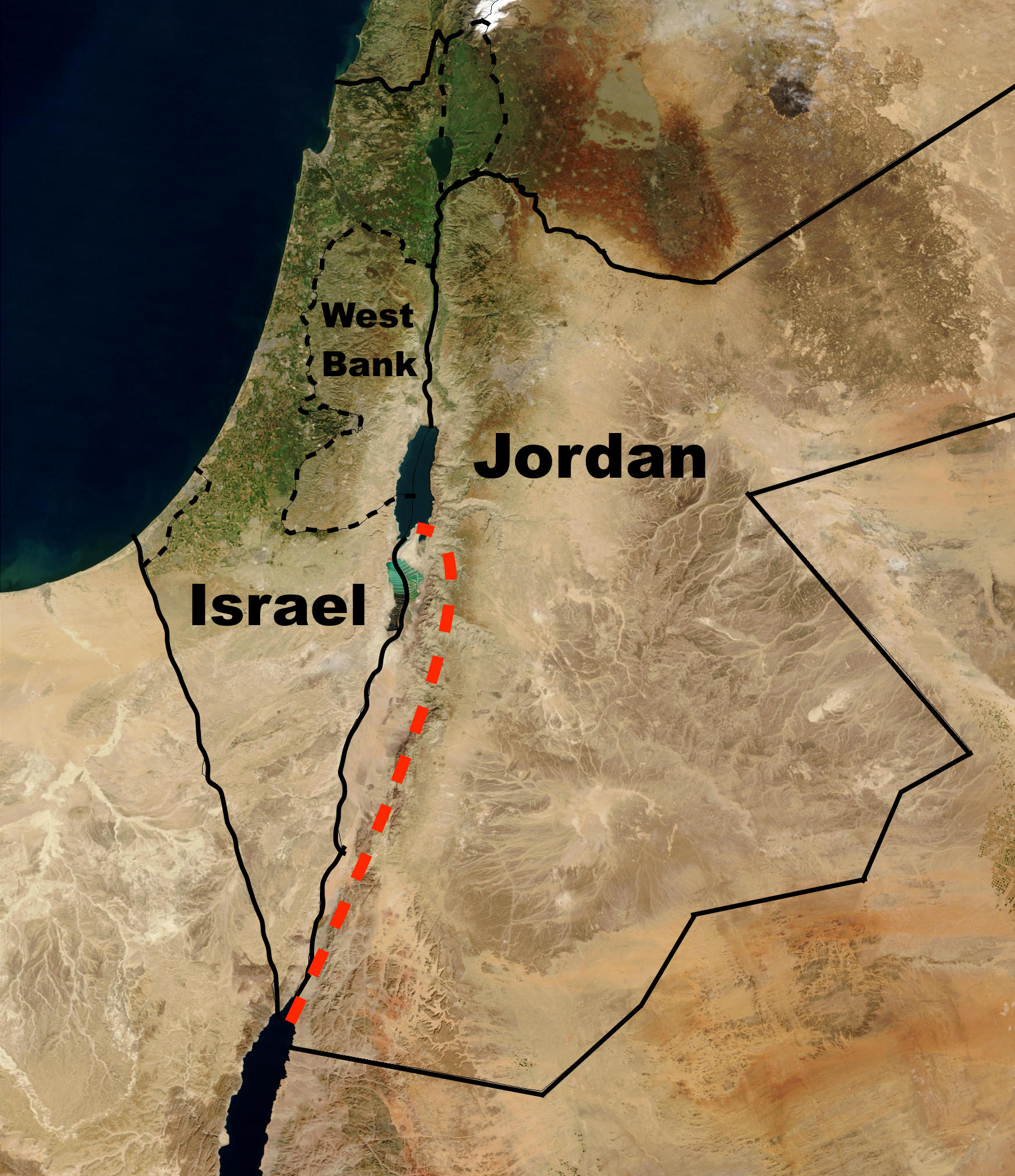
Het geplande tracé van het Rode-Zee-Dode-Zeekanaal in het rood

Het Dode Zeekanaal, ook wel het Rode Zee-Dode Zeekanaal genoemd, was een geplande, circa 180-200 km lange pijpleiding door Jordanië die een verbinding zou vormen tussen de Rode Zee bij de kustplaats Akaba en de Dode Zee. In 2021 is het in 2017 al opgeschorte project door Jordanië afgelast.
Het doel van het project is meerledig. Ten eerste zullen Jordanië, Israël en de Palestijnse Gebieden van drinkwater voorzien worden door een ontziltingsinstallatie. Ook zal er zeewater naar de Dode Zee getransporteerd worden om de peildaling te stoppen. Daarnaast beoogt men middels waterkracht elektriciteit op te wekken uit het Dode Zeekanaal: het niveauverschil tussen de Rode en de Dode Zee bedraagt meer dan 430 meter. Ten slotte kan het project bijdragen aan verbetering van de politieke verhoudingen in de regio.
Het Dode Zeekanaal zal worden aangelegd door Jordanië en komt volledig op Jordaans grondgebied te liggen. De financiering is afkomstig van de Jordaanse overheid en een aantal internationale sponsoren.

## Achtergrond
Het peil in de Dode Zee daalt met meer dan 1 meter per jaar. De oppervlakte is met 30% afgenomen in de afgelopen 20 jaar. Dit wordt grotendeels veroorzaakt doordat ruim 90% van het water uit de rivier de Jordaan wordt onttrokken alvorens het de Dode Zee bereikt. Begin jaren 60 voorzag de rivier de Dode Zee jaarlijks van 1.500 miljoen kubieke meter water per jaar vanuit het Meer van Tiberias. Dammen, kanalen en pompinstallaties gebouwd door Israël, Jordanië en Syrië onttrekken het rivierwater voor drinkwater en gewasbevloeiing. Hierdoor is het debiet van de Jordaan afgenomen tot ongeveer 100 miljoen kubieke meter per jaar, waaronder veel brak water en afvalwater.
De peildaling van de Dode Zee resulteert in grote milieueffecten, waaronder zinkgaten en een terugtrekkende kustlijn. In de jaren 80 werd door Israël reeds een voorstel gedaan voor de aanleg van een kanaal tussen de Middellandse Zee en de Dode Zee, maar dit plan werd verworpen.

## Planning
Het Dode Zeekanaal kost ongeveer 10 miljard dollar voor alle projectfases. Bij de ondertekening van de overeenkomst in 2013 werd de eerste fase gepland voor 2018 en voltooiing in 2021. Echter een diplomatieke crisis tussen Jordanië en Israel over onder meer de Al-Aqsamoskee zorgde ervoor dat het project vanaf 2017 op on-hold staat.